# Chwostówka
Chwostówka (Trichiura) – rodzaj motyli z rodziny barczatkowatych.

## Morfologia
Motyle o krępej budowy ciele. Głowa jest zaopatrzona w owłosione oczy złożone, obustronnie grzebieniaste czułki, dobrze rozwinięte głaszczki i uwstecznioną ssawkę, natomiast pozbawiona jest przyoczek. Użyłkowanie skrzydła przedniego charakteryzuje się pierwszą żyłką radialną (R1) sięgającą przedniego brzegu skrzydła, drugą żyłką radialną (R2) sięgającą jego wierzchołka, zaś odcinkiem wspólnym tych żyłek (R1+2) zajmującym około połowy ich całkowitej długości. Użyłkowanie skrzydła tylnego cechuje się bardzo małą komórką nasadową i obecnością tylko jednej żyłki humeralnej od owej komórki odchodzącej. Odnóża tylnej pary mają golenie pozbawione ostróg.
Gąsienice są krępej budowy, skąpo owłosione, ale zaopatrzone we włochate brodawki.

## Ekologia i występowanie
Gąsienice są polifagicznymi foliofagami, żerującymi od zewnątrz (egzofagicznie) na liściastych drzewach, krzewach i krzewinkach, w tym na borówkach, brzozach, dębach, głogach, jarzębach, pistacjach, śliwach, topolach i wierzbach. Przepoczwarczają się w jajowatego kształtu oprzędach. Stadium zimującym jest jajo.
Przedstawiciele rodzaju zamieszkują zachodnią i środkową część krainy palearktycznej.

## Taksonomia
Takson ten wprowadzony został w 1828 roku Jamesa Francisa Stephensa, który jego gatunkiem typowym wyznaczył Phalaena quercus, opisaną w 1758 roku przez Karola Linneusza na łamach dziesiątego wydania Systema Naturae. Do rodzaju tego zalicza się 9 opisanych gatunków:
- Trichiura crataegi (Linnaeus, 1758) – chwostówka głogowica
- Trichiura castiliana (Spuler, 1908)
- Trichiura ilicis (Rambur, 1858)
- Trichiura mirzayani
- Trichiura verenae Witt, 1981